# Curvolaimus decipiens
Curvolaimus decipiens är en rundmaskart som beskrevs av Christian Wieser 1953. Curvolaimus decipiens ingår i släktet Curvolaimus och familjen Oncholaimidae. Inga underarter finns listade i Catalogue of Life.